# Pont de Cortland Street
Le pont de Cortland Street (initialement appelé pont de Clybourn Place), qui franchit le bras nord de la rivière Chicago au nord de la ville de Chicago (Illinois) est un pont basculant à tourillon fixe de style « Chicago original », conçu par John Ericson et Edward Wilmann. Ouvert en 1902, c'est le premier pont de ce type construit aux États-Unis. Cet ouvrage était une avancée majeure dans l'ingénierie américaine des ponts mobiles et il a été le prototype de plus de 50 ponts supplémentaires rien qu'à Chicago.
Le pont a été reconnu monument de génie civil (Historic Civil Engineering Landmarks) par l'American Society of Civil Engineers (ASCE) en 1981 et Chicago Landmark (CL) par la ville de Chicago en 1991.

## Conception
C'est le type de pont pour lequel les ingénieurs de Chicago sont les plus réputés. L'ouvrage est constitué de deux tabliers avec des pivots sur les berges opposées. Ces deux parties sont soulevées sur de grands paliers de tourillon par de grands contrepoids qui compensent le poids des tabliers. Contrairement à la plupart des ponts à bascule ultérieurs de Chicago, la crémaillère qui permet le déplacement des parties articulées est visible au-dessus de la chaussée, sur les arcs courbes à chaque extrémité de la superstructure.

## Historique
Le pont a été construit sous la supervision du maire Carter Harrison, Jr. et de Frederick W. Block, le commissaire aux travaux publics.
Il s'agit du deuxième pont construit sur ce site qui a remplacé un pont tournant caractérisé par une jetée à mi-distance soutenant la travée pivotante. Le pont actuel a éliminé la nécessité de la jetée, laissant plus d'espace dans le chenal de navigation.
Bien que la machinerie du pont actuel soit intacte, le pont n'est plus utilisable et les vantaux sont soudés ensemble.
Le pont a été traversé par des tramways de la ligne 73-Armitage Avenue, en plus du trafic automobile classique, jusqu'au 25 février 1951. Le lendemain, le pont a été temporairement fermé pour réparations et la Chicago Transit Authority (CTA) a remplacé des bus par des tramways à l'est du pont, abandonnant par la suite le reste de la ligne de tramway Armitage Avenue en juin. Les trolleybus électriques ont également traversé le pont, à partir du 1er février 1953, lorsque le CTA a remplacé les autobus sur la route 73. Les trolleybus ont fonctionné jusqu'au 15 octobre 1966, date à partir de laquelle l'agence a utilisé des bus diesel sur l'itinéraire.
Le pont de Cortland Street est actuellement utilisé pour la circulation des véhicules dans les deux sens, ainsi que pour les piétons et les cyclistes.